# Arii Matamoe (Het koninklijke einde)
Arii Matamoe (Het koninklijke einde) (Frans: La Fin royale) is een schilderij van Paul Gauguin, dat hij in 1892 op Tahiti schilderde. In 2008 kocht het J. Paul Getty Museum in Los Angeles het schilderij voor een onbekend bedrag van een privé-verzamelaar. Scott Schaefer, conservator van het museum, noemde het werk bij die gelegenheid "het beroemdste werk van Gauguin dat niemand heeft gezien." 
Omdat het schilderij weinig tentoon is gesteld, zijn ook de gele delen goed bewaard gebleven. In veel werken van Gauguin en Van Gogh is juiste deze kleur vervaagd.

## Voorstelling
In 1891 vertrok Gauguin voor de eerste keer naar Tahiti, waar hij een ongerept paradijs hoopte aan te treffen. Op talrijke schilderijen legde hij het leven op het eiland vast, dat door het contact met de Europeanen al grondig was veranderd. De dood van koning Pōmare V net na Gauguins aankomst op Tahiti diende als inspiratie voor Arii Matamoe, hoewel de koning niet onthoofd is. De voorstelling op dit werk, waarvan de titel verwijst naar de woorden voor nobele (arii) en slapende ogen (matamoe), moet eerder als een symbool gezien worden voor de verdwijnende oorspronkelijke beschaving of misschien zelfs Gauguins eigen situatie. De schilder zag zichzelf graag als een slachtoffer van de moderne maatschappij. Overigens was ook in Europa zelf een fascinatie voor afgehakte hoofden waar te nemen, getuige de vele voorstellingen van bijvoorbeeld Johannes de Doper en Orpheus die aan het einde van de negentiende eeuw ontstonden.
In een brief aan zijn vriend Daniel de Monfreid, zegt Gauguin zelf over het schilderij: 

Je viens de terminer une tête de canaque coupée, bien arrangée sur un coussin blanc dans un palais de mon invention et gardée par des femmes de mon invention aussi. Je crois que c'est un joli morceau de peinture.

(Onlangs voltooide ik een afgehakt kanakenhoofd, netjes neergelegd op een wit kussen in een paleis dat aan mijn verbeelding ontsproten is, bewaakt door vrouwen die ik ook bedacht heb. Ik geloof dat het een mooi schilderstukje is.)
— Paul Gauguin, juni 1892

Rechts van het hoofd is inderdaad een treurende vrouw te zien. Gauguin heeft dit figuur op talloze schilderijen gebruikt. Aan de bron ervan ligt een Peruaanse mummie die hij in het etnografisch museum in Parijs gezien had. Bij de ingang is een aantal tiki's te zien. Deze beelden, die op meer doeken van Gauguin uit die tijd te zien zijn, bewaken de overgang tussen leven en dood en dragen bij aan de exotische uitstraling van het schilderij. De patronen links op de achtergrond echter, doen eerder Grieks aan en vormen een verder bewijs voor de eclectische smaak van de schilder.

## Herkomst
- 1893: onderdeel van een tentoonstelling van 40 schilderijen bij Durand-Ruel.
- 1895: gekocht door de schilder en verzamelaar Henry Lerolle.
- 1940: op de vlucht voor de Jodenvervolging neemt een Joodse familie het schilderij mee naar Zwitserland.
- maart 2008: uit een Zwitserse privé-verzameling verkocht aan het J. Paul Getty Museum na acht jaar onderhandelen.